# Elaphrodes erato
Elaphrodes erato är en fjärilsart som beskrevs av Pierre E.L. Viette 1972. Elaphrodes erato ingår i släktet Elaphrodes och familjen tandspinnare. Inga underarter finns listade i Catalogue of Life.